# Clisson
Clisson település Franciaországban, Loire-Atlantique megyében. Lakosainak száma 7459 fő (2022. január 1.). Clisson Gétigné, Gorges, Mouzillon, Saint-Hilaire-de-Clisson, Sèvremoine és Cugand-la-Bernardière községekkel határos.

## Népesség
A település népességének változása:
| Lakosok száma | 4179 | 4959 | 5495 | 6600 | 6662 | 6883 | 7187 | 7435 | 7507 | 7459 |
|               | 1968 | 1982 | 1990 | 2006 | 2013 | 2015 | 2017 | 2019 | 2020 | 2022 |